# Гейм, Стефан
Стефан Гейм (нем. Stefan Heym, настоящее имя Хельмут Флиг (нем. Helmut Flieg); 10 апреля 1913, Хемниц — 16 декабря 2001, Иерусалим) — немецкий писатель еврейского происхождения.

## Биография
Родился в еврейской семье в городе Хемниц в Саксонии. В 1931 году изгнан из гимназии за антивоенные стихи, которые вызвали гнев местных нацистов. Окончил школу и учился в университете в Берлине. После прихода нацистов к власти в Германии в 1933 году бежал в Чехословакию, а в 1935 году уехал в США и начал использовать псевдоним Стефан Гейм. Его отец-бизнесмен покончил жизнь самоубийством в 1935 году. Родные Гейма погибли в нацистских лагерях.
Закончил Чикагский университет, защитил диссертацию об иронии у Гейне. В 1937—1939 году издавал в Нью-Йорке еженедельник нем. Deutsches Volksecho, близкий к линии компартии США. Опубликовал первый роман «Заложники» (1942, на английском языке), ставший бестселлером. В «Заложниках» он воспевал героическое сопротивление чешского народа нацистам. 
С 1943 года служил офицером в американской армии, писал пропагандистские тексты листовок и радиопередач. Участвовал вместе с союзниками в высадке в Нормандии (1944). Издавал в американской зоне в Мюнхене газету Neue Zeitung. По возвращении в США был демобилизован за прокоммунистические настроения, вернулся к литературе. Издал роман «Крестоносцы» (1948), в котором с известной долей сатиры изобразил закулисную сторону американской армии, в которой сам служил. Продолжил разоблачение империализма и капиталистической конкуренции в сборнике «Каннибалы и другие рассказы» (1952) В знак протеста против войны в Корее Гейм вернул свои военные награды (в том числе медаль «Бронзовая звезда») правительству США. В 1952 году, в разгар эпохи маккартизма, одновременно с другими левыми интеллектуалами, такими как Чарли Чаплин, Томас Манн и Бертольд Брехт, спасаясь от преследований, покинул США, переехав сначала в Чехословакию, а затем в ГДР.

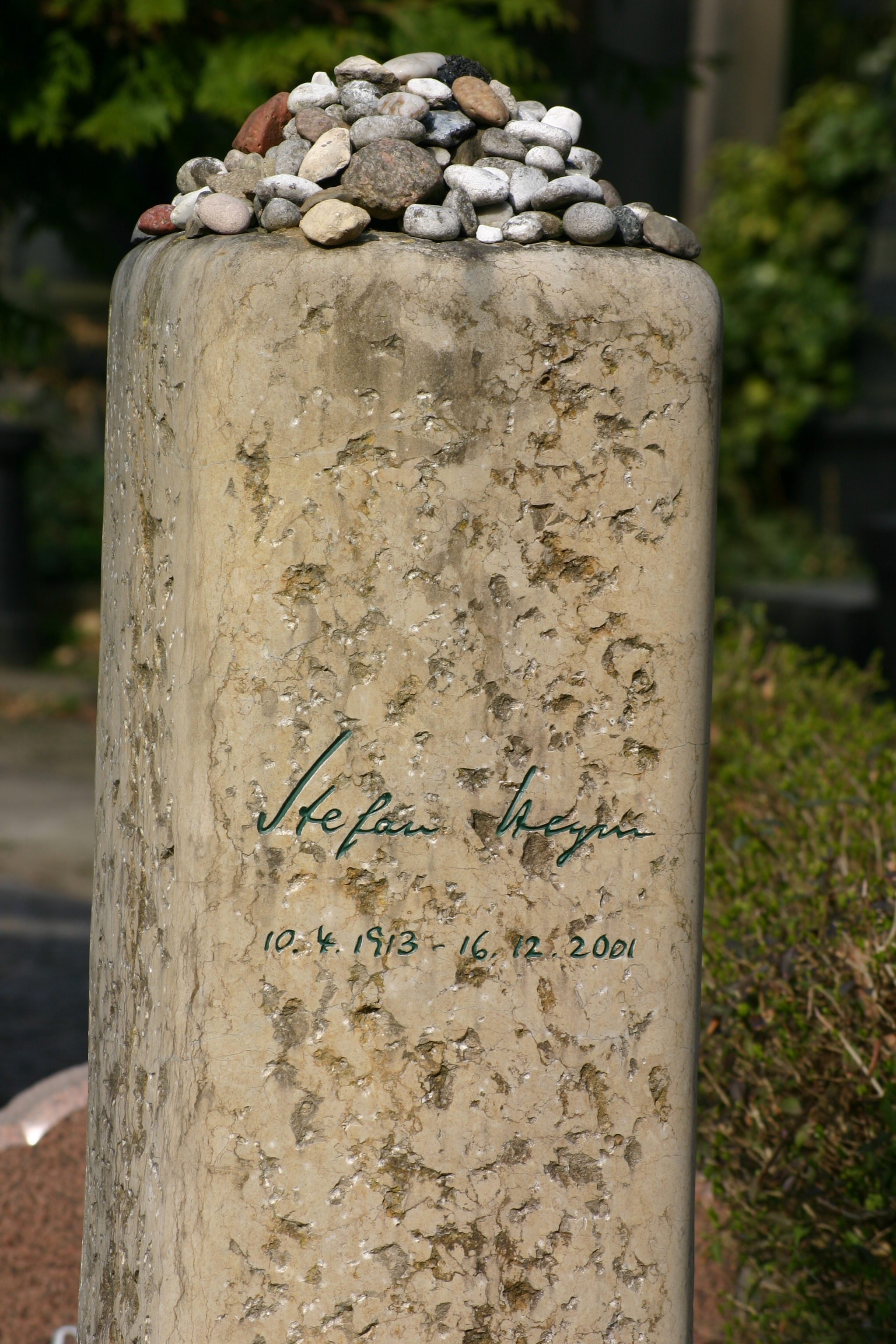
Надгробие Стефана Гейма на Еврейском кладбище в Вайсензее

В 1953—1956 годах работал в ежедневной газете Berliner Zeitung, написанные им на английском языке романы и рассказы тут же переводилось на немецкий. Первым вышедшим в ГДР романом писателя стал «Голдсборо», в котором отображена борьба американских шахтёров. Как эмигрант-антифашист вначале Гейм был в привилегированном положении у социалистических властей. Конфликты с властью начались в 1956, после XX съезда КПСС и начала процессов десталинизации в СССР. Роман Гейма о рабочих волнениях в 1953 году «Пять дней в июне» не был принят к публикации. В 1965 году Гейм подвергся прямым нападкам Эриха Хонеккера. Критика возобновилась в 1969 году, когда его роман «Лассаль» был опубликован в ФРГ. Однако как пенсионеру ему было позволено выезжать за рубеж, его книги издавались в ГДР.
В 1976 году Гейм вместе несколькими другими авторами подписал письмо протеста против лишения гражданства ГДР поэта и певца, диссидента Вольфа Бирмана. С этого времени он мог публиковаться только на Западе, полностью перешел на немецкий язык. В 1979 году его исключили из Союза писателей ГДР. В 1980-х Гейм участвовал в правозащитном движении, поддерживал идею объединения Германии.
После воссоединения Гейм протестовал против дискриминации восточных немцев, стоял на антикапиталистических позициях. В 1994 году был избран в бундестаг по списку Партии демократического социализма (членом партии он не был) в одном из центральных районов Берлина; как старейший член бундестага открыл заседание созыва 1994 года, но подал в отставку в октябре 1995 года в знак протеста против конституционных изменений, повышавших затраты на содержание парламентариев. В 1997 году был в числе подписавших Эрфуртскую декларацию об объединении ПДС и «зелёных» на федеральных выборах 1998 года с тем, чтобы обеспечить «красно-зелёную коалциию». Умер в 2001 году от сердечного приступа в Иерусалиме, где был на конференции, посвященной Генриху Гейне.

## Творчество
Исторический и мифологический роман-притча выступает у Гейма формой гуманистической социальной критики.

## Признание
Почётный доктор университетов Берна (1990) и Кембриджа (1991), почётный гражданин Хемница (2001). Премии Генриха Манна (1953), национальная премия ГДР (1959), Иерусалимская премия (1993).

## Произведения

### На английском языке
- Nazis in U.S.A. (1938)
- Hostages (1942)
- Of smiling peace (1944)
- The crusaders (1948)
- The eyes of reason (1951)
- Goldsborough (1953)
- The cannibals and other stories (1958)
- The cosmic age (1959)
- Shadows and lights (Лондон, 1963)
- The Lenz papers (Лондон, 1964)
- The architects (ок.1963 — 1965, не печаталось, опубликовано в нём. переводе — 2000)
- Uncertain friend (Лондон, 1969; под заглавием «Лассаль» — Мюнхен, 1969)
- The King-David-report (Нью-Йорк, 1973)
- The Queen against Defoe (Лондон, 1975)

### На немецком языке
- Tom Sawyers großes Abenteuer (1953)
- Forschungsreise ins Herz der deutschen Arbeiterklasse (1953)
- Reise ins Land der unbegrenzten Möglichkeiten (1954)
- Im Kopf — sauber (1955)
- Offen gesagt (1957)
- Fünf Kandidaten (1957)
- Schatten und Licht. Geschichten aus einem geteilten Land (1960)
- Casimir und Cymbelinchen (1966)
- Fünf Tage im Juni (Мюнхен, 1974)
- Cymbelinchen oder der Ernst des Lebens (1975)
- Das Wachsmuth-Syndrom (1975)
- Erzählungen (1976)
- Erich Hückniesel und das fortgesetzte Rotkäppchen (1977)
- Die richtige Einstellung und andere Erzählungen (Мюнхен, 1977)
- Collin (Мюнхен, 1979)
- Der kleine König, der ein Kind kriegen mußte und andere neue Märchen für kluge Kinder (Мюнхен, 1979)
- Wege und Umwege (Мюнхен, 1980)
- Ahasver (Мюнхен, 1981)
- Atta Troll. Versuch einer Analyse (Мюнхен, 1983)
- Nachdenken über Deutschland (Брюссель, 1984, дискуссия с Гюнтером Грассом)
- Schwarzenberg (Мюнхен, 1984)
- Reden an den Feind (Мюнхен, 1986)
- Nachruf (Мюнхен, 1988)
- Meine Cousine, die Hexe und weitere Märchen für kluge Kinder (Мюнхен, 1989)
- Auf Sand gebaut (1990)
- Stalin verlässt den Raum (1990)
- Einmischung (1990)
- Filz (1992)
- Radek (1995)
- Der Winter unsers Missvergnügens (1996)
- Immer sind die Weiber weg und andere Weisheiten (1997)
- Pargfrider (1998)
- Die Architekten (2000)
- Es gibt Ideen, die Jahrtausende überstehen (2001, интервью с Михаэлем Мартенсом)
- Immer sind die Männer schuld (2002, посмертно)
- Offene Worte in eigener Sache (2003, посмертно)

### Публикации на русском языке
- Заложники. — М.: Гослитиздат, 1944
- Крестоносцы. / Сокр. перевод с немецкого Н. Волжиной, Н. Дарузес и Е Калашниковой. — М.: Иностранная литература, 1950, 1951.
- Свобода инициативы. — М.: Правда, 1953.
- «Каннибалы» и другие рассказы. — М.: Изд. иностранной литературы, 1954.
- Голдсборо. / Пер. с английского Р. Райт-Ковалёвой. — М.: Иностранная литература, 1955.
- Глазами разума. / Пер. с английского Л. Чернявского. — М.: Иностранная литература, 1960.
- Маленькая Вальтраут. — М.: Правда, 1960.
- Бумаги Андреаса Ленца. / Пер. с английского Л. Чернявского. — М.: Прогресс, 1966. — 792 с.
- Агасфер. / Пер. с немецкого Б. Хлебникова. — СПб.: Амфора, 2000.  — 348 с., 10 000 экз.
- Книга царя Давида. / Пер. с немецкого Б. Хлебникова. — СПб.: Амфора, 2000.
- Жены всегда исчезают и другие истины. — Оренбург: Димур, 2003.
- Крестоносцы войны. — М.: Вече, 2008.
- Мужья всегда виноваты. — Оренбург: Оренбургское книжное изд-во, 2011.
- Жены всегда исчезают и другие истины / Мужья всегда виноваты. — Оренбург: Оренбургское книжное издательство им. Г. П. Донковцева, 2014.
- Агасфер. Книга царя Давида. Романы / Пер. с нем. Б. Н. Хлебникова / Предисл. К. Хайна / Илл. Э. И. Неизвестного — Оренбург: Оренбургское книжное издательство им. Г. П. Донковцева, 2015. — 696 с.